# Pulled pork

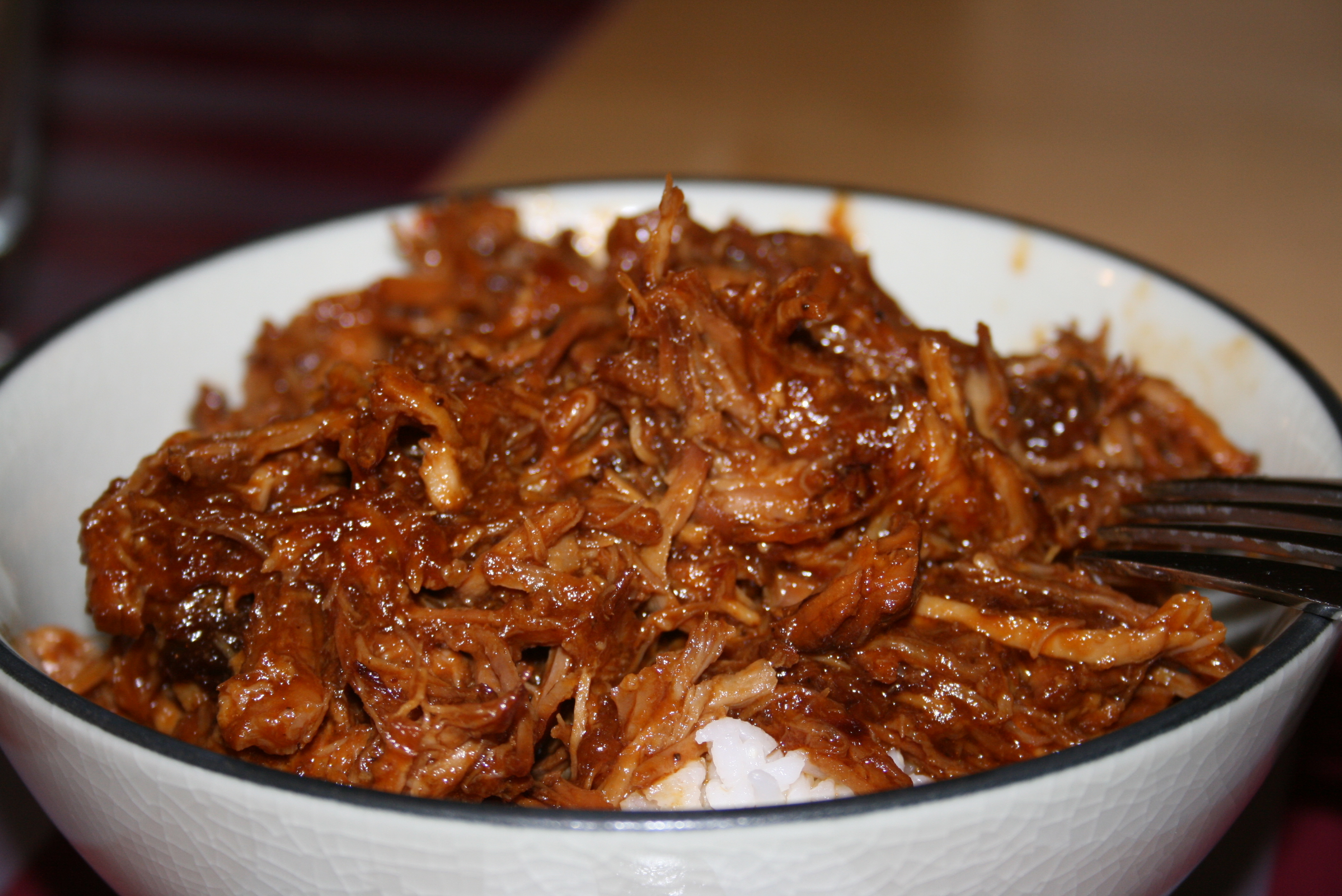
Pulled pork med barbequesås över ris.

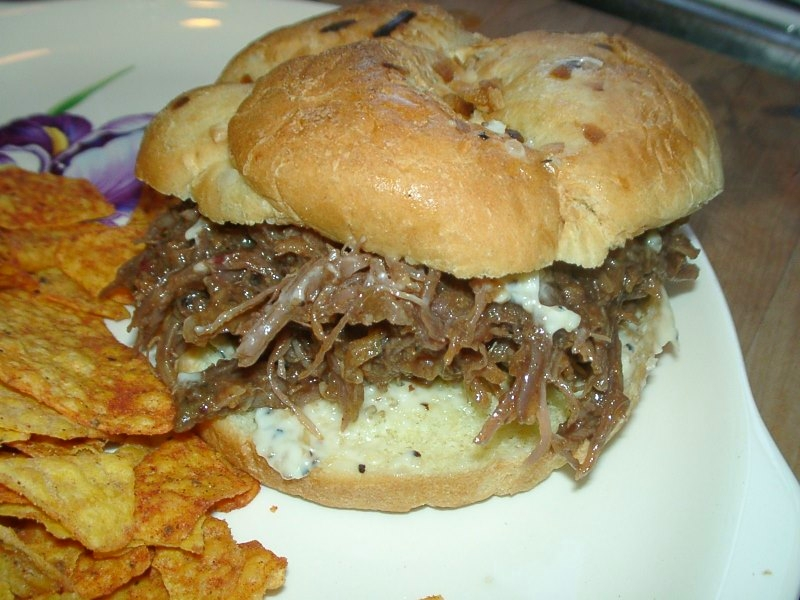
Sandwich med pulled pork.

Pulled pork är en maträtt, oftast fläskkarré/bogblad av gris. Genom tillagning i låg värme – barbecue – under lång tid och med inflytande av rök erhålls ett mycket saftigt, mört och smakrikt kött. Till köttet har man ofta en sås baserad på tomat och vinäger.
Pulled pork (från engelskans pull, ”dra”) innebär att man drar isär köttet med gafflar efter tillagningen. Rätten är vanligt förekommande i södra USA, där den tillagas i olika former och kryddningar. Pulled pork blev i början av 2010-talet populärt även i Sverige.